# Aleksiej Kuleszow (polityk)
Aleksiej Antonowicz Kuleszow (ros. Алексей Антонович Кулешов, ur. 27 marca 1936 w stanicy Tiemnolesskaja w Kraju Stawropolskim, zm. 2004) – radziecki polityk, działacz partyjny.

## Życiorys
1958 ukończył Stawropolski Instytut Rolniczy, 1958-1974 pracował w gospodarce Kraju Ałtajskiego, od 1961 należał do KPZR. Od 1974 funkcjonariusz partyjny, 1985-1987 I zastępca przewodniczącego Komitetu Wykonawczego Ałtajskiej Rady Krajowej, od kwietnia 1987 do kwietnia 1990 przewodniczący Komitetu Wykonawczego Ałtajskiej Rady Krajowej. Od 13 kwietnia do 27 września 1990 I sekretarz Ałtajskiego Komitetu Krajowego KPZR, 1990-1991 członek KC KPZR. Deputowany ludowy ZSRR.